# Gegants nous de la Verneda
Els gegants de la Verneda, anomenats Martí i Dolça, representen una parella de moliners, en record de la gran quantitat de molins que hi havia a l'antiga vila de Sant Martí de Provençals.
El novembre del 1995 els veïns de la Verneda estrenaren la parella de gegants que havia de representar el barri en festes i trobades, construïts per Jordi Márquez i batejats amb els noms de Martí i Dolça per votació popular.
Poc temps després, el 1998, l'escultor Xavier Jansana els fa de cap i de nou, més lleugers i amb unes proporcions diferents. Des d'aleshores es conserven les dues parelles de gegants, els nous i els vells.
En Martí i la Dolça celebren la seva trobada dins la Festa Major de la Verneda, per la festivitat de Sant Martí, el segon cap de setmana de novembre. També es deixen veure a les festes de la Mercè i a més actes d'animació i cercaviles de festes majors dels barris veïns, sempre portats per la Colla Gegantera de la Verneda – Sant Martí.